# L'assassino, il prete, il portiere
L'assassino, il prete, il portiere (in svedese Mördar-Anders och hans vänner (samt en och annan ovän), letteralmente Anders l'assassino e i suoi amici (assieme a qualche nemico)) è il terzo romanzo di Jonas Jonasson, edito nel 2015.

## Trama
La storia ruota intorno a tre personaggi: Johan Andersson, detto Anders l'assassino, è un ex-detenuto pluriomicida; Per Persson è responsabile della reception di un bordello trasformato in hotel dove risiede Anders; Johanna Kjellander è una donna pastore, costretta al sacerdozio dal padre. Le loro strade si incrociano quando ad Anders l'assassino viene commissionato un lavoro per conto del Conte, noto criminale di Stoccolma. Così i tre si mettono in società, facendosi pagare per pestare chi non riscuote i debiti. Tutto questo crolla quando Andres scopre la religione, decidendo di smettere di picchiare il prossimo. Così Per e Johanna decideranno dapprima di sfruttare la sua fama di criminale per farsi pagare incarichi che non portano a termine, e in seguito fuggiranno in cerca di un'altra fonte di guadagno, con tutta la malavita svedese alle calcagna.

## Edizioni
- Jonas Jonasson, L'assassino, il prete, il portiere, Bompiani (collana Narratori stranieri Bompiani), 2015,  p. 349, ISBN 88-452-7977-4.